# بقايا الدم

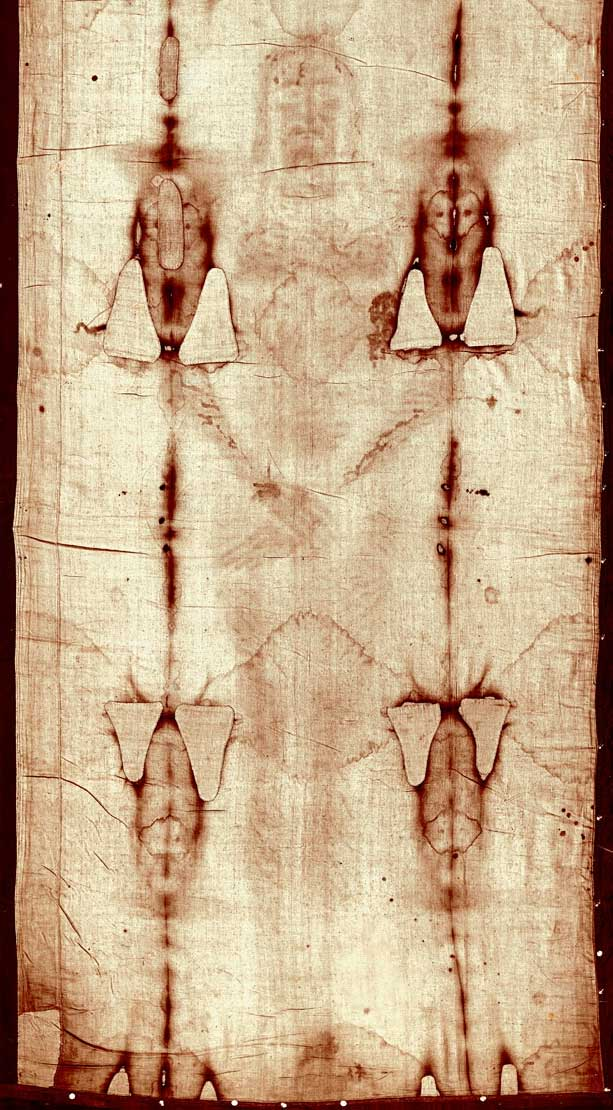

في علم الطب الشرعي، يمكن لبقايا الدم، وهي البقايا الرطبة والجافة من الدم، وتغير لون الأسطح التي تم إراقة الدماء عليها أن تساعد المحققين في تحديد الأسلحة وإعادة تمثيل الجريمة وربط المشتبه بهم بالجريمة، كما يُعَد تحليل بقايا الدم من التقنيات الهامة المستخدمة في علم الآثار.

## الأهمية للطب الشرعي
يُشكل الدم حوالي ثمانية في المئة من وزن الشخص (حوالي خمسة لتراتٍ عادةً)، وهو يَسري بالقرب من سطح الجلد، لذلك تقريبًا تسفر جميع الصدمات التي يتعرض الجسم عن حدوث جروحٍ تسبب إراقة الدم، ولونه الأحمر يجعله واضحًا بسهولة في مسرح الجريمة، ومن الصعب إزالة بقاياه بصورةٍ كاملة، وقد تم استعادة بقايا الدم من أدواتٍ حجريةٍ يبلغ عمرها 100000 سنة.
ويمكن أن تكشف الاختبارات المعملية ما إذا كانت المادة بها دم بالفعل، وإذا كان أصل الدم من الحيوان أو الإنسان، وفصائل الدم الذي ينتمي إليها، وهذا يسمح للمحققين بضم أو إقصاء الأشخاص كجناةٍ أو ضحايا، ومع ذلك، تتلف المستضدات التي تسمح باختبار فصيلة الدم مع طول المدة أو سوء التخزين، ومن ناحيةٍ أخرى، يكون الحمض النووي الريبوزي منقوص الأكسجين (DNA) الذي يحتويه الدم أقل عرضةً للتلف، ويسمح بتطابق شبه مؤكد بين بقايا الدم وبين الأشخاص باستخدام تقنيات البصمة الوراثية (DNA profiling). ومن خلال تحليل نمط بقع الدم (bloodstain pattern analysis) يمكن أيضًا الحصول على معلوماتٍ حول الأحداث من التوزيع المكاني لبقع الدم.

## إجراءات الطب الشرعي

### العثور على بقايا الدم وتوثيقها
يكون لون بقع الدم المُجفَفَة حديثًا بنيًا محمرًا لامعًا. وفي نهاية المطاف، يختفي اللون تحت تأثير أشعة الشمس، أو الطقس أو محاولات الإزالة وتتحول البقعة إلى اللون الرمادي، كذلك قد يؤثر السطح الذي توجد عليه الدماء على لون البقعة.
وعادةً يُفَتَش مسرح الجريمة بعنايةٍ للبحث عن بقايا الدم، ويساعد على ذلك وضع المصابيح اليدوية بزاويةٍ من السطح المراد فحصه، بالإضافة إلى بخاخ لومينول (luminol) الذي يستطيع الكشف عن وجود وحتى تعقب كمياتٍ من الدماء، وتتواجد الاختبارات الافتراضية التي باستطاعتها تمييز الدم عن البقع الأخرى المائلة للحُمرَة في مسرح الجريمة، مثل بقع الكاتشب أو الصدأ. ويشمل البحث المناطق الواقعة خارج مسرح الجريمة الأساسي، حيث تم مسح الدماء أو حيث توجد آثار بصماتٍ دموية على المناشف أو مقابض الأبواب، وفي مسارح الجريمة الخارجية، يمكن استعادة بقع الدم من الأرض أو من على أسطح النباتات.
وتتضمن الوثائق القياسية لبقايا الدم صورًا فوتوغرافية وأوصاف عن شكل ولون وحجم وموقع كل بقعة دمٍ تم العثور عليها. كما يتم إنتاج صور فوتوغرافية ورسومات عامة لتوضيح علاقة بقايا الدم بعناصر مسرح الجريمة الأخرى والسماح بخلق تحليلٍ نمطي، ومؤخرًا كانت هناك محاولة لاستخدام تقنيات الصور ثلاثية الأبعاد 3D للتوثيق والتحقيق في بقع الدم.

### التجميع والحفظ
لتجميع عينات لتحليلها، يتم تجميع الدم الرطب باستخدام حقنة ويُخَزن في أنبوبة مع مضاد تخثر (anticoagulant)، أو يتم تجميعه باستخدام نسيج ماص يُترَك ليجف في الهواء. ويُكشَط الدم الجاف باستخدام شفرة حادة، أو يُجمَع بأداةٍ ذات رؤوسٍ قطنية رطبة، أو رافعة هلامية، أو شريط بصمات الأصابع (fingerprint tape). وعمومًا تُغَلف الملابس الملطخة بالدم والمواد الأخرى في ورقةٍ وتُرْسَلُ بالكامل إلى المعمل. ولمنع التلف، تُخَزَن عينات بقايا الدم تحت التبريد، وفي حالة البقع، تُجفَف في الهواء.